# Jean Ping
Jean Ping (Omboué, 24 de novembro de 1942) é um diplomata e político gabonês. Foi eleito presidente da Comissão da União Africana em 1 de fevereiro de 2008, na primeira votação. Foi Ministro de Estado, Ministro dos Negócios Estrangeiros, Cooperação e Francofonia da República do Gabão de 25 de janeiro de 1999 a 6 de fevereiro de 2008.
Seu pai era chinês de Wenzhou e a mãe gabonesa. Fez o doutoramento em Ciências Económicas na Universidade de Paris 1 Panthéon-Sorbonne. Em 1972 trabalhou na sede da Unesco em Paris e de 1978 a 1984 foi Delegado Permanente do Gabão na mesma, antes de entrar na vida política interna do seu país.
Sua carreira ministerial começou em 26 de fevereiro de 1990, quando foi nomeado Ministro da Informação, Correios e Telecomunicações e Turismo, responsável pelas relações com o Parlamento e porta-voz do governo.
Pouco depois, em abril de 1990, foi nomeado Ministro das Minas, Energia e Recursos Hídricos, cargo que ocupou até junho de 1991 e uma outra vez de 28 de agosto de 1992 a 24 de março de 1994. Mais tarde ocupou o posto de chefe de gabinete do Ministro dos Negócios Estrangeiros e da Cooperação, antes de ser em 30 de outubro de 1994 Ministro delegado adjunto do Ministro das Finanças, Economia, Orçamento e Privatizações.
Em 1997 foi designado Ministro do Planeamento, Meio Ambiente e Turismo do Gabão, antes de ocupar o Ministério de Estado dentro do Ministério dos Negócios Estrangeiros e da Cooperação. Em 2003 foi nomeado definitivamente Ministro dos Negócios Estrangeiros, posto que abandonou para ser eleito presidente da Comissão da União Africana como candidato da Comunidade Económica dos Estados da África Central (CEEAC). Jean Ping foi investido em 29 de abril de 2008, substituindo no cargo o ex-presidente do Mali, Alpha Oumar Konaré.